# 金桔里
金桔里（韩语： Gim Gilri，2004年7月1日—），韩国女子短道速滑运动员，2023年世界锦标赛女子3000米接力银牌得主、2024年世界锦标赛女子1500米金牌得主和女子1000米银牌得主、2025年亚洲冬季运动会女子1500米、混合2000米接力金牌得主和女子500米银牌得主。